# Dactylaria
Dactylaria is een monotypisch geslacht van schimmels uit de orde Helotiales. Het bevat alleen Dactylaria purpurella.